# Marianne Schlosser
 (mai 2023).
Si vous disposez d'ouvrages ou d'articles de référence ou si vous connaissez des sites web de qualité traitant du thème abordé ici, merci de compléter l'article en donnant les références utiles à sa vérifiabilité et en les liant à la section « Notes et références ».
Marianne Schlosser (née le 3 décembre 1959 à Donauwörth) est une théologienne allemande, professeur à la Faculté de théologie catholique de l'Université de Vienne et membre de la Commission théologique internationale (depuis 2014).

## Biographie
Elle étudie la philologie latine et la théologie catholique à l'Université de Munich. En 1985, elle obtient sa licence canonique de théologie et en 1989, elle soutient une thèse de doctorat sur Bonaventure. Elle obtient son habilitation en 1998 avec une thèse sur le concept de prophétie dans la théologie scolastique.
Après avoir enseigné pendant presque vingt ans à l'Institut Martin Grabmann de Munich, elle devient professeure universitaire de théologie de la spiritualité à la Faculté de théologie catholique de l'Université de Vienne en 2004. En même temps que sa nomination, elle créé son propre institut de théologie de la spiritualité, accomplissant un exploit de pionnier dans l'espace germanophone.
Ses recherches portent sur la théologie et la spiritualité de la patristique et du haut Moyen-Âge, en particulier les ordres mendiants (Bonaventure, Catherine de Sienne), l'Eucharistie et l'élaboration des textes classiques de la spiritualité chrétienne. Elle est co-éditrice des sources franciscaines en traduction allemande.
Le pape François l'appele le 23 septembre 2014 en tant que membre de la Commission théologique internationale pour cinq ans,. Son mandat est renouvelé pour un second quinquennat en 2021.
En août 2016, elle est nommée par le pape François pour être membre de la Commission d'étude sur le diaconat des femmes.
Schlosser est également conseiller auprès de la Commission sur la foi de la Conférence épiscopale allemande depuis l'automne 2016 et membre de la Commission théologique de la Conférence épiscopale autrichienne depuis janvier 2018.
Durant le Chemin synodal, elle est membre du Forum des femmes, qu'elle quitte début 2019 au motif qu'il est trop centré sur l'ordination des femmes. Peu avant le début de la cinquième et dernière assemblée synodale, elle démissionne de son mandat avec trois autres théologiens, comme l'indique un article du quotidien Die Welt du 22 février 2023.

## Prix
- 1991 : Bourse de doctorat de la Société universitaire de Munich [3]
- 2018 : Prix Joseph Ratzinger [4],[5].

## Publications

### Ouvrages
- Alt, aber nicht veraltet. Die Jungfrauenweihe als Weg der Christusnachfolge. Köln 1992 (Sonderdruck der Ordenskorrespondenz. 1992,  (ISSN 1867-4291)).
- Cognitio et amor. Zum kognitiven und voluntativen Grund der Gotteserfahrung nach Bonaventura. Schöningh, Paderborn u. a. 1990,  (ISBN 3-506-79435-3).
- Bonaventura begegnen. Sankt-Ulrich, Augsburg 2000,  (ISBN 3-929246-63-5) ; traduit en français sous le titre : Saint Bonaventure : la joie d'approcher Dieu, Paris, Cerf, 2000.
- Lucerna in caliginoso loco. Aspekte des Prophetie-Begriffes in der scholastischen Theologie. Schöningh, Paderborn u. a. 2000,  (ISBN 3-506-79443-4).
- Als Hrsg.: Im Spiegel Christi. Die Schriften der Klara von Assisi. Butzon & Bercker, Kevelaer 2004,  (ISBN 3-7867-8532-5).
- Gemeinsam mit Josef Weismayer: Eucharistie. Quelle und Höhepunkt des geistlichen Lebens. Patristisches Zentrum Koinonia – Oriens e.V., Köln 2005.
- Katharina von Siena begegnen. Sankt-Ulrich, Augsburg 2006,  (ISBN 3-936484-65-1).
- Die Gabe der Unterscheidung. Texte aus zwei Jahrtausenden. Echter, Würzburg 2008,  (ISBN 978-3-429-02986-9).
- Thomas von Aquin, Catena aurea. Kommentare der Kirchenväter zu den Evangelien im Jahreskreis. Hrsg. von Marianne Schlosser, Florian Kolbinger, Andres und Gerhard Schmidt, Gudrun Nassauer, EOS Verlag, St. Ottilien 2012,  (ISBN 978-3830675471) – Webseite Catena aurea
- Erhebung des Herzens – Theologie des Gebetes: Kompendium Theologie der Spiritualität 2. Eos-Verlag, St. Ottilien 2015,  (ISBN 978-3-8306-7717-8)
- Das Leben hat besiegt den Tod : Gebete und Betrachtungen zur Passions- und Osterzeit. Eos-Verlag, St. Ottilien 2022,  (ISBN 978-3-8306-8128-1)

### Contributions
- Freiheit, Schicksal, Gnade. Oder: Drei Vaterunser-Bitten. Eine theologische Relecture des „Herrn der Ringe“. In: Der Herr der Ringe. Fantasy – Mythologie – Theologie? Mit Beiträgen von Knut Backhaus, Thomas Gerold, Karl-Heinz Steinmetz, Marianne Schlosser und Florian Kolbinger, (Studienband zum Herrn der Ringe von J.R.R. Tolkien), Aleph-Omega-Verlag, Salzburg 2006,  (ISBN 3-901636-14-5).
- Zu den Bonaventura-Studien Joseph Ratzingers. In: Joseph (Benedikt XVI.) Ratzinger: Offenbarungsverständnis und Geschichtstheologie Bonaventuras. Habilitationsschrift und Bonaventura-Studien (Joseph Ratzinger Gesammelte Schriften, Bd. 2), Herder, Freiburg 2009,  (ISBN 978-3-451-30130-8), S. 29–38

### Interviews
- Henning Klingen (Interview), Das Versprechen den göttlichen Beistands, in: Canisiuswerk (Hrsg.), miteinander, 85. Jahrgang, Heft 5–6, 2013, S. 4–5.